# Tom Southam
Tom Southam, né le 28 mai 1981 à Penzance, est un coureur cycliste britannique. Coureur professionnel de 2003 à 2011, il est directeur sportif de l'équipe Cannondale-Drapac depuis 2017.

## Biographie
Professionnel de 2003 à 2011, Tom Southam est deuxième du championnat de Grande-Bretagne en 2002 et 2004. Il représente la Grande-Bretagne aux championnats du monde à plusieurs reprises.
Lors des mondiaux de 2005, Tom Southam et Charles Wegelius vont à l'encontre des consignes de l'équipe nationale en roulant en tête du peloton pour aider l'équipe d'Italie. Les deux coureurs sont par la suite écartés des équipes nationales britanniques par le sélectionneur David Brailsford. Malgré ce bannissement, Brailsford recrute Southam dans l'équipe Halfords Bikehut en 2008. 
Tom Southam court jusqu'en 2011. Il reste dans l'équipe Rapha Condor-Sharp, au sein de laquelle il a effectué ses trois dernières saisons, d'abord en tant qu'attaché de presse, puis directeur sportif. En 2015, il revient dans l'équipe australienne Drapac en tant que directeur sportif.
Diplômé d'un master de Professional Writing à l'University College Falmouth, Tom Southam a écrit pour les magazines Rouleur et Procycling, et a coécrit avec Charles Wegelius l'autobiographie de ce dernier, intitulée Domestique.

## Palmarès
- 1999
  - 3e des Trois jours d'Axel
- 2002
  - 2e du championnat de Grande-Bretagne sur route
- 2003
  - 2e du Tour du Haut-Anjou
- 2004
  - 2e du championnat de Grande-Bretagne sur route
- 2007
  - 2e de la Herald Sun Classic